# Mundhöhle

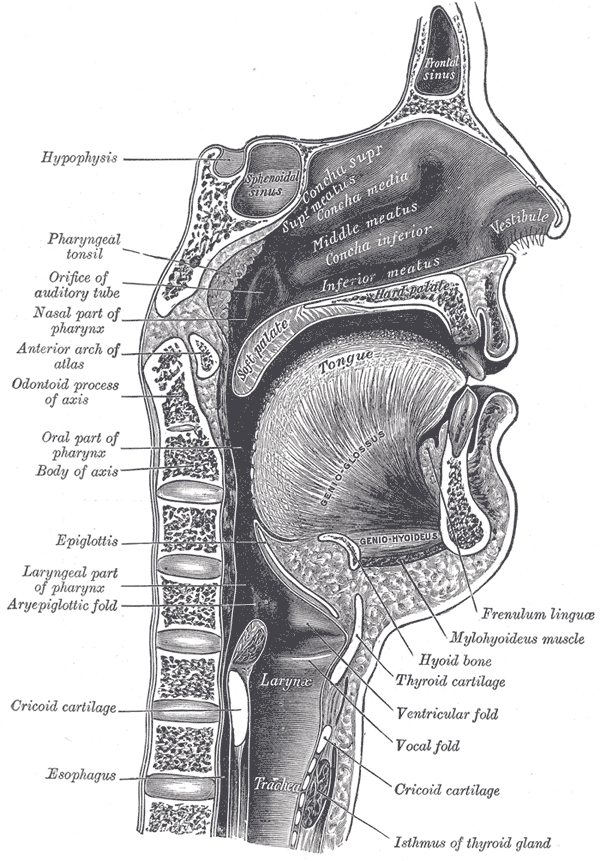
Sagittalschnitt durch den Mund

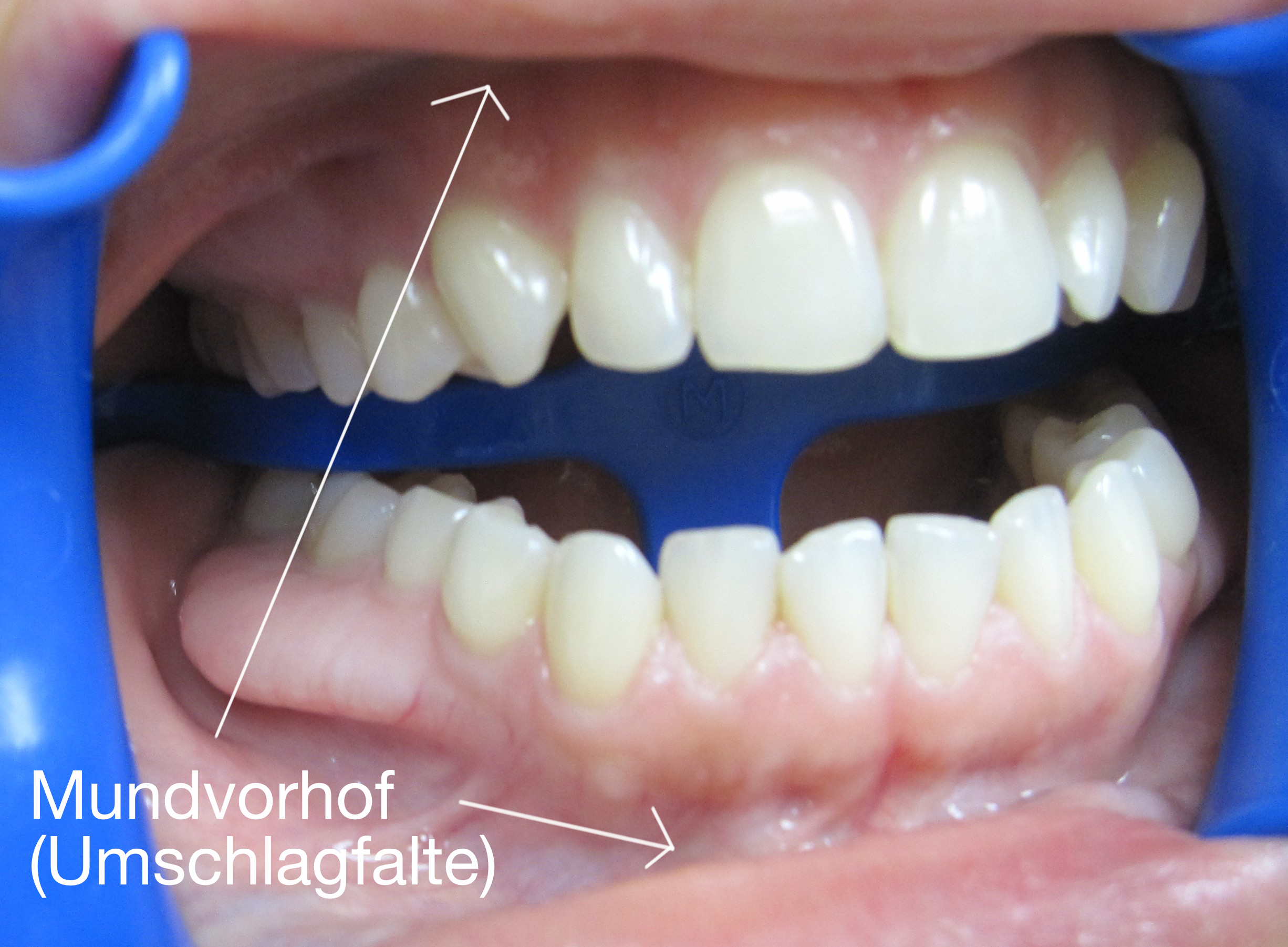
Mundvorhof mit Umschlagfalte

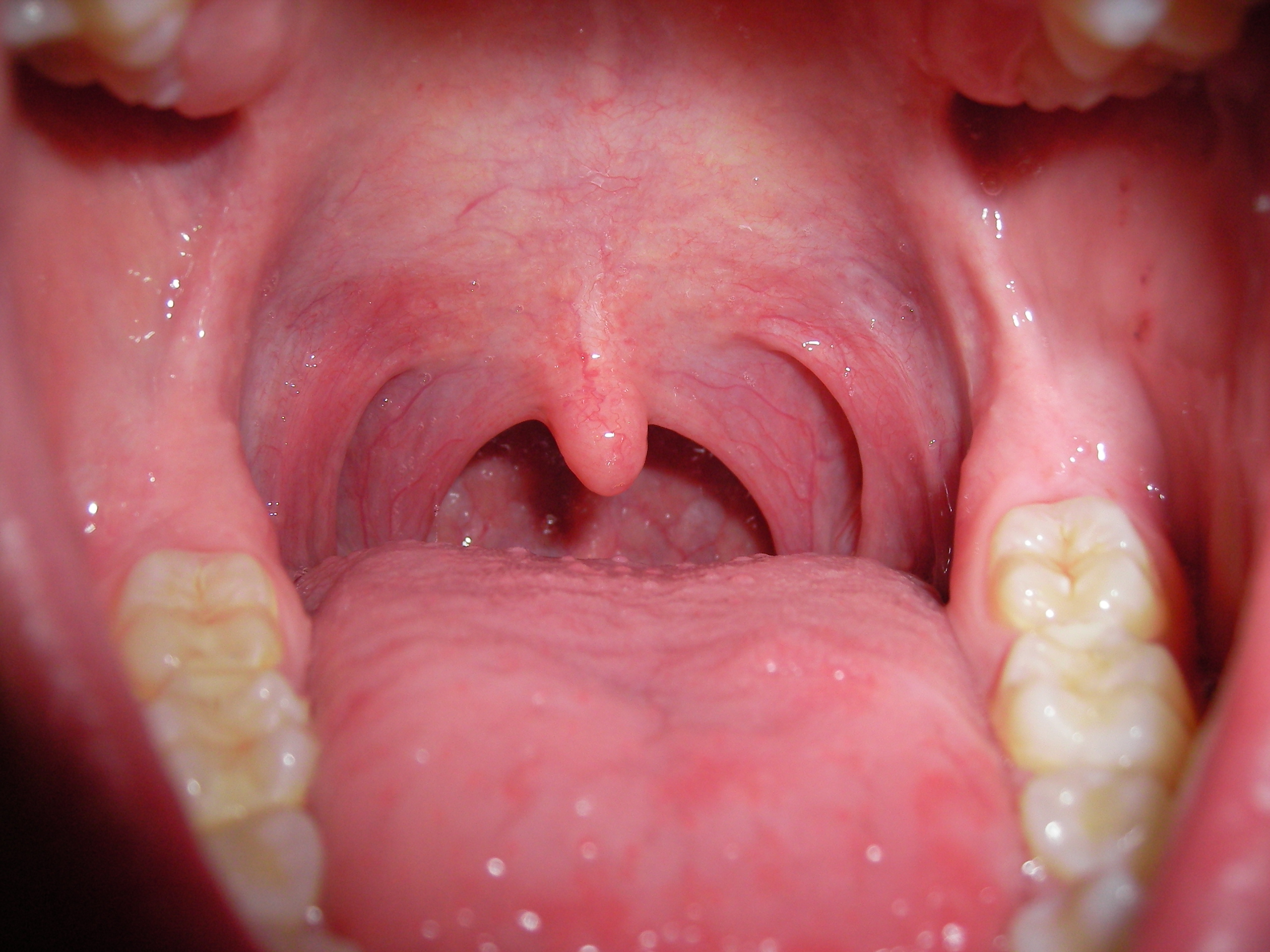
Mundhöhle eines Erwachsenen

Die Mundhöhle (lateinisch Cavum oris) ist der Raum, der nach vorne durch die Lippen, nach oben durch den harten und weichen Gaumen, der sie von der Nasenhöhle trennt, seitlich durch die Wangen und nach unten durch den Mundboden begrenzt ist. Embryonal entsteht der größte Teil der Mundhöhle aus der Mundbucht. Bei Tieren wird der Raum meist als Maulhöhle, bei Vögeln als Schnabelhöhle bezeichnet.

## Anatomie
Nach hinten geht die Mundhöhle in den mittleren Rachen über, der hinter den beiden Gaumenbogen liegt. Zwischen dem vorderen (Arcus palatoglossus) und dem hinteren Gaumenbogen (Arcus palatopharyngeus) liegt die Gaumenmandel (Tonsilla palatina), die zusammen mit den Rachenmandeln (Tonsillae pharyngeales) und der Zungenmandel (Tonsilla lingualis) eine ringförmig angeordneten Gruppe, den so genannten Waldeyerschen Rachenring, benannt nach dem Anatomen Heinrich Wilhelm Waldeyer, bilden. Die vordere Öffnung der Mundhöhle ist die Mundspalte (Rima oris), die hintere die Schlund- oder Rachenenge (Isthmus faucium). Die gesamte Mundhöhle ist mit einer Schleimhaut – der Mundschleimhaut – ausgekleidet, die ein mehrschichtiges unverhorntes Plattenepithel trägt.
Der Raum zwischen den Lippen/Wangen und den Zahnreihen bzw. beim Zahnlosen den in die Mundhöhle ragenden Fortsätzen der Kieferknochen (Alveolarfortsätze) wird als Mundvorhof (lateinisch Vestibulum oris) bezeichnet. Er kann in einen vorderen Bereich zwischen Zähnen und Lippen (Vestibulum labiale) und einen hinteren Bereich zwischen Zähnen und Wangen (Vestibulum buccale) unterteilt werden. In den Mundvorhof münden die Ausführungsgänge der Ohrspeicheldrüse (Parotis) und der Lippen- und Wangendrüsen. Vom Mundwinkel bis zum letzten Backenzahn erstreckt sich auf der Innenseite der Wange in Höhe der Okklusionsebene eine weißliche Linie, die etwas erhaben sein kann und als Linea alba buccalis  (Syn. Interkalarleiste). Sie zeigt vor allem morgens auffällige Abdrücke der Zähne. Vor allem bei Wangenkauen ist diese Linie verdickt und kann krankhafte Veränderungen aufweisen.
Der Raum innerhalb der Zahnreihen wird als eigentliche Mundhöhle (lat. Cavum oris proprium) bezeichnet. Sie wird weitgehend von der Zunge ausgefüllt. Außerdem münden hier die Ausführungsgänge der Unterzungenspeicheldrüsen und der Unterkieferspeicheldrüse.

## Mundflora
Die Mundhöhle steht über die Mundspalte mit der Außenwelt in Verbindung und ist deshalb nicht steril. Da sie durch ihre gleichbleibende Temperatur, ihre hohe Feuchtigkeit und das Vorhandensein vieler Nischen hervorragende Lebensbedingungen für Mikroorganismen bietet, wird sie von einer Vielzahl von Bakterien, Hefen und manchmal sogar Protozoen besiedelt, die miteinander in einem ökologischen Gleichgewicht stehen. Dieses Gleichgewicht ist wichtig für die Mundgesundheit. Wird es durch äußere Einflüsse (z. B. mangelnde Mundhygiene, Antibiotika) gestört, sind häufig Krankheiten die Folge. So kann es zum Beispiel durch die Einnahme oraler Antibiotika zu einer Superinfektion mit Hefepilzen (vor allem Candida albicans) kommen. Viele der entzündlichen Krankheiten in der Mundhöhle (vor allem Karies, Gingivitiden und Parodontitiden) entstehen nicht durch neu von außen zugeführte Erreger, sondern durch eine Verschiebung des Gleichgewichts hin zu einem Übergewicht bestimmter immer in der Mundhöhle vorhandener Bakterienarten („opportunistische Infektion“).
Über 300 verschiedene Bakterienarten sind in der Mundhöhle nachgewiesen, unter Berücksichtigung der  Archaeen (Archaea) leben dort etwa 600 verschiedene Arten von Prokaryoten. Die Erstkontamination mit Keimen findet schon während der Geburt im Geburtskanal statt. Nach dem Durchbruch der ersten Zähne werden meist auch die säurebildenden Streptokokken (Streptococcus mutans) beobachtet, die für die Karies mitverantwortlich sind.

## Funktion
Die Mundhöhle dient verschiedenen Zwecken. Als Beginn des Verdauungstraktes (Kopfdarm) dient sie der Nahrungsaufnahme, -zerkleinerung und -verdauung (siehe Maulverdauung). Zudem werden Vielfachketten mit Hilfe von Enzymen, die im Speichel enthalten sind, zerkleinert. Außerdem dient die Mundhöhle der Lautbildung und damit der Sprache. Die sie begrenzenden Wangen mit ihrer Muskulatur spielen eine wichtige Rolle bei der Mimik und damit der Kommunikation.

## Krankheiten
Zu den häufigsten Erkrankungen in der Mundhöhle gehören die Zahnkaries und Entzündungen des Zahnfleischs (Gingivitis), des Zahnhalteapparats (Parodontitis, Parodontose) und der Schleimhaut (Stomatitis). Um 1900 begann Hans Paessler (1868–1938) seine Studien über die von der Mundhöhle ausgehenden Herdinfektionen. Auch die Entzündungen der Zunge (Glossitis) und andere krankhafte Veränderungen der Zunge zählen hierzu. Seltener kommen auch Tumoren (meist Plattenepithelkarzinome), Zysten, Leukoplakien und Pilzinfektionen (v. a. durch Candida albicans, Kandidose) in der Mundhöhle vor. Zu den häufigsten angeborenen Krankheiten in der Mundhöhle (Fehlbildungen) gehören die Zahnfehlstellungen und die Spalten (Lippen-Kiefer-Gaumenspalten).
Aber auch viele Allgemeinerkrankungen manifestieren sich, häufig sogar zuerst, in der Mundhöhle (z. B. AIDS oder Autoimmunerkrankungen wie Morbus Crohn, Pemphigus vulgaris oder Lupus erythematodes). Bei den Erstmanifestationen kommt der Mundhöhle große Bedeutung in der Früherkennung dieser Krankheiten, zum Beispiel beim Zahnarztbesuch, zu.
Bezug zur Mundhöhle haben auch die Erkrankungen der Speicheldrüsen.